# 密花崖豆藤
密花崖豆藤（学名：Millettia congestiflora）是豆科崖豆藤属的植物，是中国的特有植物。分布在中国大陆的湖北、湖南、广东、四川、江西、安徽等地，生长于海拔500米至1,200米的地区，多生长在山地杂木林中，目前尚未由人工引种栽培。